# Шугома

Шугома — река в России, протекает в Солигаличском районе Костромской области. Устье реки находится в 304 км по правому берегу реки Кострома. Длина реки составляет 28 км, площадь водосборного бассейна 124 км².
Исток реки у деревни Прокофьево в 19 км к северо-востоку от Солигалича. Река течёт по лесному массиву на юг, в верхнем течении на реке деревни Слезино и Суровково, в среднем течении — Вяхирево и Верещагино. Впадает в Кострому выше деревни Митянино

## Данные водного реестра
По данным государственного водного реестра России относится к Верхневолжскому бассейновому округу, водохозяйственный участок реки — Кострома от истока до водомерного поста у деревни Исады, речной подбассейн реки — Волга ниже Рыбинского водохранилища до впадения Оки. Речной бассейн реки — (Верхняя) Волга до Куйбышевского водохранилища (без бассейна Оки).
По данным геоинформационной системы водохозяйственного районирования территории РФ, подготовленной Федеральным агентством водных ресурсов:
- Код водного объекта в государственном водном реестре — 08010300112110000011680
- Код по гидрологической изученности (ГИ) — 110001168
- Код бассейна — 08.01.03.001
- Номер тома по ГИ — 10
- Выпуск по ГИ — 0